# Arthur Jafa
Arthur Jafa (né Arthur Jafa Fielder le 30 novembre 1960 au Mississippi) est un vidéaste et directeur de la photographie qui vit à Los Angeles.

## Biographie
Arthur Jafa naît le 30 novembre 1960 à Tupelo au Mississippi. Il grandit à Clarksdale, dans l'État ségrégationniste du Mississippi, avec ses parents enseignants. Il a étudié l'architecture à l'université Howard avant de déménager à Atlanta, Georgia,. Enfant, il rassemblait dans des classeurs des images découpées dans des magazines. Cette collection d'images deviendrait l'œuvre The Books exposée durant la biennale Made in L.A. 2016: a, the, though, only au musée Hammer,. The Books redémarre sa carrière d'artiste laissée au début des années 2000. La science-fiction, le trompettiste de jazz américain Miles Davis et la série télévisée I Spy figurent parmi les sources d'inspiration de ses œuvres, dont LeRage (2017),.

## Carrière
Les œuvres d'Arthur Jafa ont été exposées, entre autres, au Hirshhorn Museum and Sculpture Garden, au Museum of Contemporary Art (MOCA) à Los Angeles, au Musée d'art contemporain de Montréal et à la Julia Stoschek Collection,,. Il est reconnu pour son travail de directeur de la photographie avec des réalisateurs comme Spike Lee et Julie Dash, dont le film Daughters of the Dust (1991) remporte le prix de la meilleure photographie au festival du film de Sundance. En 2013, Arthur Jafa cofonde le studio de cinéma TNEG avec Elissa Blount-Moorhead et Malik Sayeed. TNEG produit des œuvres telles que Dreams Are Colder Than Death et le vidéoclip de la chanson 4:44 de Jay-Z.
Sa vidéo de sept minutes, Love Is the Message, the Message Is Death (2016), fait partie des collections du Metropolitan Museum of Art, du Musée d'art contemporain de Los Angeles, du Musée d'art moderne de San Francisco et du High Museum of Art,. Cette œuvre regroupe des images vidéo trouvées et montées sur la musique Ultralight Beam de Kanye West. Parmi ces nombreux clips explorant la vie et la résilience afro-américaine, Love Is the Message, the Message Is Death juxtapose des enregistrements de violence policière, des séquences filmées du Mouvement afro-américain des droits civiques ainsi que des clips vidéo de célébration et de créativité.
Jafa est directeur de la photographie pour des vidéoclips, dont Don't Touch My Hair (2016) et Cranes in the Sky (2016) de Solange Knowles. Il est inclus dans la liste ArtReview Power 100 en 2017. En 2018, il crée The White Album, une vidéo d'une quarantaine de minutes qui utilise des images vidéo trouvées, entre autres, sur CCTV, des téléphones portables et des documentaires afin d'explorer la blanchité et le racisme aux États-Unis,.
La galerie d'art Gavin Brown's Enterprise le représente.
Première rétrospective en France au LUMA en Arles été 2022

## Récompenses
- Festival du film de Sundance 1992 : Meilleur directeur de la photographie pour Daughters of the Dust[19]
- SFFilm Festival 1995 : Prix du public et le Golden Gate Award pour le meilleur film documentaire pour A Litany for Survival: The Life and Work of Audre Lorde[20]
- Festival de Films de Femmes de Créteil 1995 : Meilleur long métrage documentaire, prix du Public pour A Litany for Survival: The Life and Work of Audre Lorde[21]
- OutFest du Los Angeles Gay & Lesbian Film Festival 1995 : OUTstanding Documentary Feature pour A Litany for Survival: The Life and Work of Audre Lorde[20]
- Philadelphia International Gay & Lesbian Film Festival 1995 : Meilleur film documentaire pour A Litany for Survival: The Life and Work of Audre Lorde[20]
- Black Filmmakers Hall of Fame 1996 : Meilleur film documentaire pour A Litany for Survival: The Life and Work of Audre Lorde[20]
- Biennale de Venise 2019 : Lion d'or pour The White Album[22]
- Fondation Prince Pierre de Monaco 2019 : Prix international d'art contemporain pour Love Is the Message, the Message Is Death[23]

## Filmographie
Comme directeur de la photographie
- 1991 : Daughters of the Dust réalisé par Julie Dash
- 1993 : Seven Songs for Malcolm X
- 1993 : The Darker Side of Black
- 1994 : Crooklyn
- 1995 : A Litany for Survival: The Life and Work of Audre Lorde[24]
- 1995 : Rouch in Reverse
- 1996 : W.E.B. DuBois: A Biography in Four Voices réalisé par Louis Massiah
- 2003 : Bamako Sigi-Kan[25]
- 2004 : Conakry Kas
- 2012 : Shadows of Liberty[26]
- 2012 : Roomieloverfriends (série télévisée)
- 2014 : Killing Me Softly: The Roberta Flack Story
- 2014 : In The Morning
- 2016 : Don't Touch My Hair (vidéo de la chanteuse Solange Knowles)[27]
- 2016 : Cranes in the Sky (vidéo de la chanteuse Solange Knowles)

Comme réalisateur
- 2013 : Dreams Are Colder Than Death[28]

Comme vidéaste
- 2016 : Love Is the Message, the Message Is Death[1]
- 2019 : The White Album[29]